# Abmoälven
Abmoälven är en skogsälv i Arvidsjaurs kommun i mellersta Lappland. Högerbiflöde till Piteälven. Dess längd inklusive källflöden är cirka 80 km och dess avrinningsområde är 1132 km².  Älven är Piteälvens största högerbiflöde och dess näst största biflöde efter Varjisån.
Abmoälven rinner upp i sjön Ábrávrre (361 m ö.h.) och rinner först åt sydost mot Malmesjaure. Därefter, efter Moskoselet, vänder älven norrut och mynnar i Piteälven nära Trollforsarna.